# Lygia Fagundes Telles
Pour les articles homonymes, voir Telles.
Lygia Fagundes Telles, née le 19 avril 1923 à São Paulo et morte le 3 avril 2022 dans la même ville, est une romancière et nouvelliste brésilienne, également avocate, et l'une des écrivaines majeures du Brésil. Fagundes Telles est un pilier de la littérature de style postmoderniste. Ses œuvres abordent des thèmes classiques et universels tels que la mort, l'amour, la peur et la folie ainsi que la fantasy.
Lauréate du prix Camões en 2005, plus haute distinction littéraire en langue portugaise, elle est l'une des trois femmes à faire partie de l'Académie brésilienne des lettres. Elle est élue membre de l'Académie Pauliste des lettres (pt) en 1982 et de l'Académie des sciences de Lisbonne en 1987.

## Biographie
Lygia Fagundes Telles est née dans la ville de São Paulo, mais a grandi à Sertãozinho et dans d'autres petites municipalités de l'intérieur de l'état de São Paulo. À l'âge de huit ans, sa famille s'installe à Rio de Janeiro et y reste cinq ans. De retour à São Paulo, elle s'inscrit à l'Escola Normal Caetano de Campos (pt) et s'intéresse dès son plus jeune âge à la littérature. Ses débuts littéraires ont lieu dès 1938 avec le livre de nouvelles Porão e Sobrado (pt), qui fut bien accueilli par la critique. Le succès se répète avec Praia Viva (pt) en 1944. Après avoir terminé ses études de droit à la Faculté de droit de l'Université de São Paulo, en 1946, elle rejoint l'académie de littérature de la faculté ; rencontre Mário de Andrade, Oswald de Andrade, et Paulo Emílio Sales Gomes (pt), entre autres, et collabore avec les revues Arcádia et A Balança. L'année suivante, elle épouse Gofredo da Silva Telles Júnior (pt), avec qui elle eut un fils, puis se remarie en 1962 avec Paulo Emílio Salles Gomes. Son troisième livre de nouvelles, O Cacto Vermelho (pt), sorti en 1949, a reçu le prix Afonso Arinos, de l'Académie brésilienne des lettres. Son premier roman, Ciranda de Pedra (pt), publié en 1954, fut bien accueilli par la critique et le public, ce qui la fit connaître à l'échelle nationale. 
Parmi ses livres les plus célèbres, figurent Ciranda de Pedra (1954), Verão no Aquário (1963), Antes do Baile Verde(1970, en français Un thé bien fort et trois tasses), Seminário dos Ratos (1977) et As Horas Nuas (pt) (1989, en français, L'heure nue). La nouvelle qui donne son titre au recueil Antes do Baile Verde obtint le Grand Prix International Féminin pour les étrangers, dans la langue française, à Cannes (France) en 1969. Son roman le plus connu, As Meninas(en français, Les Pensionnaires) de 1973, a remporté le prix Jabuti. Il raconte l'histoire de trois jeunes femmes au début des années 1970, lorsque le Brésil était sous la dictature militaire. Le livre a fait l'objet d'une adaptation cinématographique (pt).
Parallèlement à sa carrière littéraire, elle a travaillé comme avocate à l'Institut de retraite de l'État de São Paulo, poste qu'elle a occupé jusqu'à sa retraite en 1991, et a été présidente de la Cinemateca Brasileira, fondée par son mari Paulo Emílio, à la mort de ce dernier (1977).
Elle rejoint l'Académie Pauliste des lettres (pt) en 1982 et à partir de 1985, elle occupe le fauteuil  numéro seize de l'Académie Brésilienne des Lettres. La même année, elle devient membre de l' Académie des Sciences de Lisbonne.

## Style d'écriture et influences

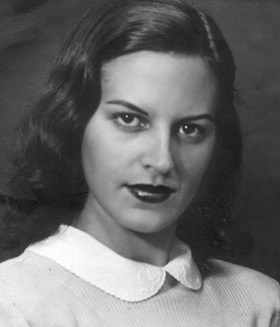
Lygia Fagundes Telles en 1945

Le travail de Lygia Fagundes Telles établit un dialogue intéressant avec celui de son amie Clarice Lispector. Toutes deux explorent, d'une manière inédite jusqu'alors, l'univers féminin dans une perspective moderne, rompant avec le moralisme social qui laissait les femmes en marge de la figure masculine. Son écriture retrace ses personnages à travers les techniques du flux de conscience et du monologue intérieur, les élevant au rôle de protagoniste de ses histoires. En plus d'aborder intensément des thèmes féminins, Fagundes Telles a fait de la place dans son travail à des thèmes tels que la vie dans les grandes villes, ainsi qu'aux problèmes sociaux et à d'autres thèmes controversés, comme la drogue, l'adultère et l'amour. En général, ses personnages sont des êtres agités et vulnérables, instruments de réflexion psychologique, qui évoluent avec une apparente spontanéité, comme une représentation ironique de la société. Lygia Fagundes Telles a fusionné le fantastique avec la réalité de l'espace urbain, incorporant de nombreux éléments modernes dans ses histoires,,. 

## Féminisme et politique
Ses débuts en tant que femme écrivain représentent un défi, car bien qu'à l'époque les poètes féminines étaient à la mode, il était difficile pour une femme d'écrire un livre avec la liberté d'aborder tous les thèmes. "Oui, c'était un défi difficile à relever car les préjugés étaient anciens et profonds. Quoi qu'il en soit, je savais que, selon Trotski, ceux qui sont au premier rang sont ceux qui reçoivent les premières volées sur la poitrine. La solution était d'engager le combat, de sortir de la condition de femme goiabada, [qui est] la femme de la maison, l'antique « reine du foyer » qui sait faire la meilleure goiabada (pt) dans la bassine en cuivre".
Lygia Fagundes Telles a abordé dans ses livres des sujets considérés à l'époque comme tabous, comme par exemple l'homosexualité et la sexualité féminine dans Ciranda de Pedra. Beaucoup de ces récits de femmes en souffrance ont également été lus comme des allégories de la situation politique de son pays, sous dictature militaire entre 1964 et 1985.
« J'ai travaillé, j'ai étudié et j'ai choisi deux vocations clairement masculines : j'étais une féministe inconsciente, donc j'étais une féministe », a-t-elle écrit dans La discipline de l'amour (Trad. Maryvonne Lapouge-Pettorelli), paru en 1980. 
Elle a fait partie des intellectuels qui se sont rendus à Brasilia en 1977 pour présenter le « Manifeste des intellectuels »: plus de mille signatures réclamant l’abolition de la censure,. Il s'agissait de la plus grande manifestation d'intellectuels depuis 1968 contre le régime militaire et la censure de la presse. 

## Prix littéraires
- Prémio do Instituto Nacional do Livro (1958)
- Prémio Guimarães Rosa (1972)
- Prémio Coelho Neto, da Academia Brasileira de Letras (1973)
- Prémio Pedro Nava, de Melhor Livro do Ano (1989)
- Melhor livro de contos, Biblioteca Nacional
- Prémio Associação dos Profissionais Liberais Universitários do Brasil, APLUB, de Literatura
- Prémio Associação Paulista de Críticos de Arte, APCA (1973, 1980, 2000, 2007)
- Troféu Juca Pato (pt)(2008)
- Prix Jabuti, Câmara Brasileira do Livro (1968, 1974, 1996, 2001)
- Prix Camões pour l'ensemble de son œuvre (2005)

## Distinctions
- Élue à l'Académie Pauliste des lettres (pt) (1982).
- Élue à l'Académie Brésilienne des Lettres (1985).
- Commandeur de l'Ordre de l'Infant Dom Henrique du Portugal (1987)[17].
- Élue à l'Académie des sciences de Lisbonne (1987).

## Œuvres
Ouvrages traduits en français
- La Structure de la bulle de savon (pt), Alinea, 1986 ; Pocket ; Serpent à plumes, 2000 ((pt) Filhos pródigos puis ré-édité sous le titre (pt) A Estrutura da Bolha de Sabão) - recueil de nouvelles.
- L'Heure nue (pt), Alinea, 1991 ; Serpent à plumes, 2000 ((pt) As Horas Nuas) - roman.
- Un thé bien fort et trois tasses, Serpent à plumes, 1995 ((pt) Antes do Baile Verde) - recueil de nouvelles.
- Mémoires et inventions (pt), Serpent à plumes, 2003 ((pt) Invenção e Memória) - recueil de nouvelles.
- Les pensionnaires, Stock, 2005 ((pt) As meninas) - roman.
- Contes de Noël brésiliens (avec Moacyr Scliar, João Ubaldo Ribeiro et al.), Seuil, 1997 - recueil collectif de nouvelles.